# Eva Terčelj
Eva Terčelj, slovenska kajakašica na divjih vodah, * 21. januar 1992.
Terčljeva je za Slovenijo nastopila na poletnih olimpijskih igrah 2012 v Londonu. 28. septembra 2019 je postala svetovna prvakinja v slalomu na divjih vodah, s čimer je izpolnila tudi kvoto za nastop na olimpijskih igrah 2020 v Tokiu.
Eva Terčelj je leta 2010 maturirala na Gimnaziji Bežigrad in leta 2018 magistrirala iz arhitekture na Fakulteti za arhitekturo Univerze v Ljubljani.